# Robert Sidney, I conte di Leicester

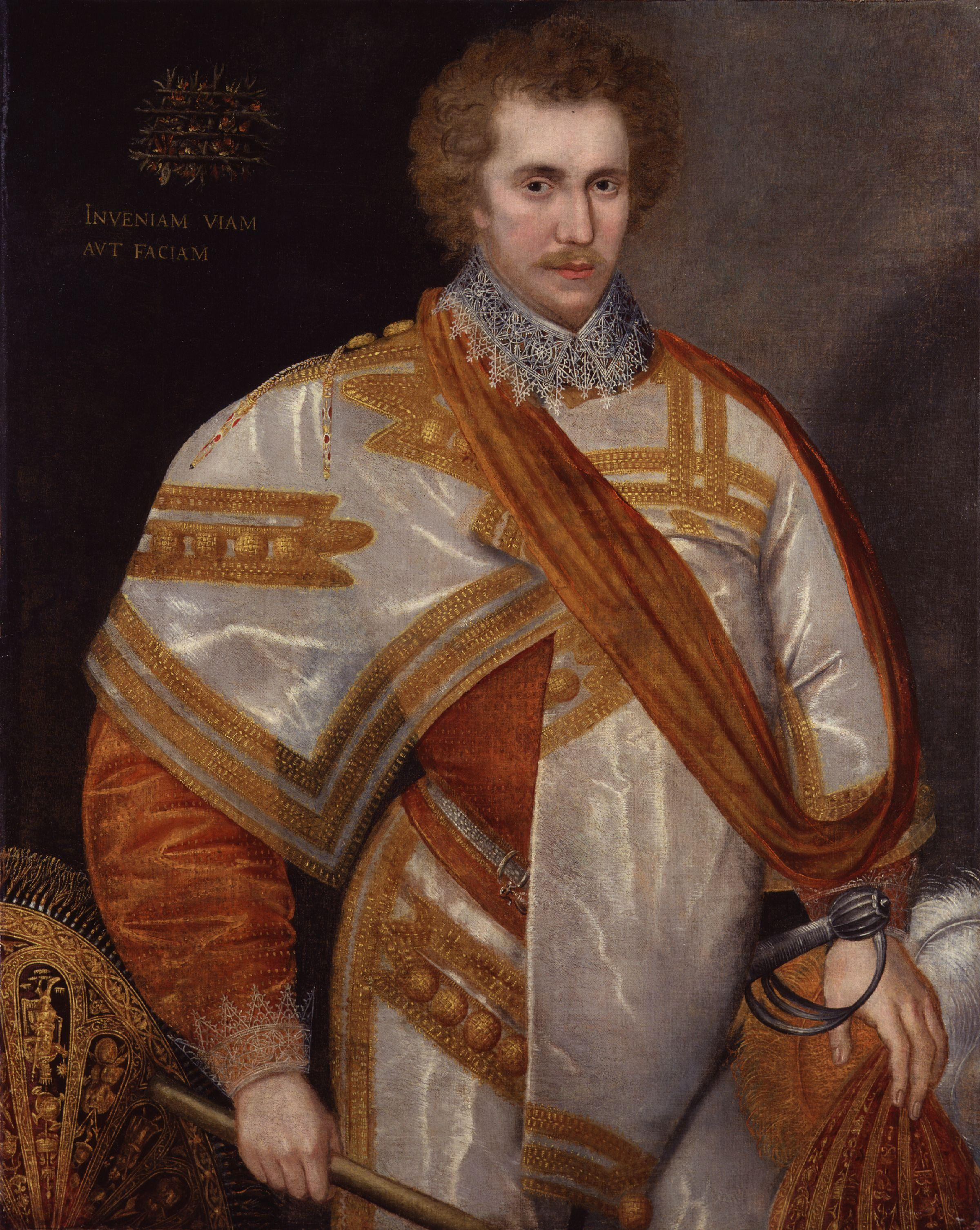
Ritratto di Robert Sidney

Robert Sidney (19 novembre 1563 – 13 luglio 1626) è stato un mecenate e poeta inglese.

## Biografia
Era il secondo figlio di Henry Sidney, statista al servizio di Elisabetta I e Giacomo I. Sua madre Mary Dudley era dama di compagnia della regina e sorella di Robert Dudley, I conte di Leicester.
Studiò al Christ Church di Oxford dopo aver viaggiato per l'Europa tra il 1578 ed il 1583.
Nel 1585 venne eletto membro del parlamento per il Glamorganshire; nello stesso anno si recò col fratello maggiore Sir Philip Sidney nei Paesi Bassi, dove prese parte alla guerra contro la Spagna sotto il comando dello zio Robert Dudley. Fu presente alla battaglia di Zutphen dove Sir Philip Sidney rimase moralmente ferito.
Dopo aver visitato la Scozia nel 1588 e la Francia 1593 a seguito di missioni diplomatiche, tornò nei Paesi Bassi nel 1606, dove combatté per altri due anni.
Fu nominato governatore di Flessinga nel 1588 e vi trascorse molto tempo. Nel 1595 inviò a corte il suo procuratore Rowland Whyte per trovare risorse per Flessinga; questi informò Robert degli avvenimenti di corte e anche degli ultimi pettegolezzi politici. Le lettere di Whyte forniscono ancora oggi molte informazioni agli storici circa gli eventi di quel periodo.
Nel 1603, con l'ascesa al trono di Giacomo I, Robert tornò in Inghilterra. Il re lo elevò Barone Sidney di Penshurst e lo nominò ciambellano per la regina consorte Anna di Danimarca.
Nel 1605 venne inoltre creato Visconte Lisle e nel 1618 conte di Leicester. L'ultimo conte era stato proprio suo zio Robert Dudley, morto nel 1588, di cui aveva ereditato parte delle proprietà.

## Matrimonio e figli
Leicester fu uomo di buongusto e patrono della letteratura, che curava presso la sua residenza di campagna a Penshurst Place.
Si sposò due volte. La prima moglie fu Barbara Gamage, figlia di John Gamage. Da lei ebbe undici figli:
- Sir William Sidney (?-1613)
- Robert Sidney, II conte di Leicester
- Henry Sidney
- Philip Sidney
- Mary (1587–1651/3), poetessa;
- Catherine
- Philippa, sposò Sir John Hobart, terzo figlio di Sir Henry Hobart;
- Barbara
- Dorothy
- Elizabeth
- Bridget

La seconda moglie fu Sarah, figlia di William Blount e vedova di Sir Thomas Smythe.